# Kotlina Mirska
Kotlina Mirska – rozległa przedgórska kotlina, stanowiąca wschodnią część mikroregion Pogórza Izerskiego (332.26). Jest to obszar płaskodenny z niewielkimi deniwelacjami, przecięty doliną Kwisy, którego centralną część stanowi miasto Mirsk.

## Położenie
Kotlina Mirska jest położona we wschodniej części Pogórza Izerskiego. Jej granice stanowią od północy Wzniesienia Radoniowskie, od wschodu Przedgórze Rębiszowskie, od południa Grzbiet Kamienicki (północny grzbiet Gór Izerskich), a od zachodu Przedgórze Izerskie. 
Administracyjnie Kotlina Mirska położona jest w województwie dolnośląskim, w przeważającej części w powiecie lwóweckim, w gminie Mirsk. Centralna część Kotliny Mirskiej zajmuje miasto Mirsk. 

## Ukształtowanie powierzchni
Kotlina Mirska ma charakter płaskodennej, pofalowanej kotliny, nachylonej w kierunku północnym. Obejmuje ona obniżenia dolinne Kwisy i jej dopływów. Średnia wysokość Kotliny Mirskiej wynosi 345 m n.p.m.

## Budowa geologiczna
Pod względem budowy geologicznej cały obszar Kotliny należy do metamorfiku izerskiego. Na budowę geologiczną Kotliny wpływ miały różne wydarzenia w historii geologicznej. Są to:
- ruchy górotwórcze w prekambrze i paleozoiku,
- długotrwałe wietrzenie skał podłoża,
- ruchy trzeciorzędowe i związanymi z nimi erupcje wulkaniczne,
- działalność lądolodu skandynawskiego, klimatu peryglacjalnego oraz działalności wód polodowcowych.

Kotlina Mirska zbudowana jest z proterozoicznych łupków łyszczykowych, wzbogaconych w granit i porfiroblastów biotytu (pas od Krobicy do Kwieciszowic), amfibolitów i gnejsów (rejon Rębiszowa i Mirska), trzeciorzędowych bazaltów, utworów piaszczysto-żwirowych, kambryjskich leukogranitów oraz czwartorzędowych piasków, żwirów i glin zwałowych. Utwory czwartorzędowe stanowią pozostałości po zlodowaceniach sanu i odry, gdzie osady wypełniły zagłębienia terenu, którą stanowiła omawiana kotlina, przykrywając starsze osady.
W obrębie wypełnionej utworami polodowcowymi kotliny skały podłoża krystalicznego wychodzą na powierzchnię jedynie na wzgórzu Wyrwak.

## Klimat
Klimat Kotliny Mirskiej cechuje się dużym wpływem czynników klimatycznych związanymi z sąsiedztwem gór (w tym przypadku Gór Izerskich). Średnia roczna temperatura powietrza dla całego Pogórza Izerskiego, w tym Kotliny Mirskiej, wynosi tu 6–7°C. W styczniu, najzimniejszym miesiącu średnia temperatura wynosi między –1,5 a –2°C, a w lipcu 15–17°C. Średnie roczne opady wynoszą tu 700–900 mm, gdzie najwięcej jest w miesiącach letnich (lipiec–sierpień).

## Hydrologia
Obszar Kotliny Mirskiej jest położony w dorzeczu Odry, głównie w zlewni Kwisy. Na wysokości Mirska do rzeki wpadają dwa większe dopływy: Długi Potok i Czarny Potok. Główne akweny w Kotlinie Mirska to Stawy Rębiszowskie, położone na wschód od Mirska.
Wody podziemne w kotlinie przeważają w formie wód szczelinowych w utworach krystalicznych o niewielkich wydajnościach, natomiast w utworach czwartorzędowych miąższość wody jest niewielka i waha się w przedziale 3–15 m na wysokości Mirska.

## Ochrona środowiska
Duża część Kotliny Mirskiej podlega ochronie przyrody. Są to obszary Natura 2000:
- Łąki Gór i Pogórza Izerskiego (obszar PLH020102) – obszary siedliskowe; zajmują pas ziemi między Giebułtowem a Rębiszowem przez Mroczkowice, a także na zachód od Orłowic do Przecznicy; na tych obszarach dominują łąki z wszewłogą górską oraz górskie formy świeżych łąk niżowych,
- Góry Izerskie (obszar PLB020009) – obszary ptasie; zajmują południową część Kotliny Mirskiej, w okolicach Gierczyna; są tu siedliska wieku ptaków, między innymi cietrzewia, sóweczki i włochatki, dla których Góry Izerskie stanowią jeden z najważniejszych w kraju obszarów lęgowych.

Kompleksy leśne na obszarze Kotliny Mirskiej przynależą do Regionalnej Dyrekcji Lasów Państwowych we Wrocławiu, do Nadleśnictwa Świeradów.